# Фролов Андрій Трохимович
Андрій Трохимович Фролов (1886, станиця Акішевська Області Війська Донського, тепер неіснуюче поселення Волгоградської області, Російська Федерація — ?) — радянський діяч, революціонер, партійний слідчий Центральної контрольної комісії ВКП(б), член ВЦВК. Член Центральної контрольної комісії ВКП(б) у 1930—1934 роках.

## Біографія
Народився в родині хлібороба. Закінчив церковноприходську школу. З 1904 року наймитував у поміщицькому маєтку біля міста Курська.
Член РСДРП(б) з 1904 року.
У січні 1905 року переїхав до Новочеркаська, працював більшовицьким агітатором і пропагандистом. У 1906 році заарештований та висланий із міста. Працював у друкарні, вів більшовицьку агітацію в містах Олександрівську-Грушевському та Новочеркаську. 12 вересня 1906 року заарештований, перебував у в'язниці, 15 червня 1907 року засуджений до заслання в село Рибне Єнісейської губернії. У вересні 1909 року втік із поселення, перебував на нелегальному становищі, працював у Ростові-на-Дону.
24 березня 1910 року заарештований і 19 вересня 1910 року засуджений до трьох років каторжних робіт. До 1911 року перебував у Ростовській в'язниці, з 1911 по 1913 рік — у Херсонській каторжній в'язниці. У 1913 році висланий на поселення в село Каменку Іркутської губернії.
У березні 1917 року амністований. Був секретарем профспілки гірничих робітників у Ханжонковому на Донбасі.
З 1918 до 1930 року — в Червоній армії на різних командних посадах. Учасник громадянської війни в Росії.
У 1930 році — голова Сталінградської окружної контрольної комісії ВКП(б).
До січня 1934 року — партійний слідчий Центральної контрольної комісії ВКП(б).
Подальша доля невідома.